# Władywostok

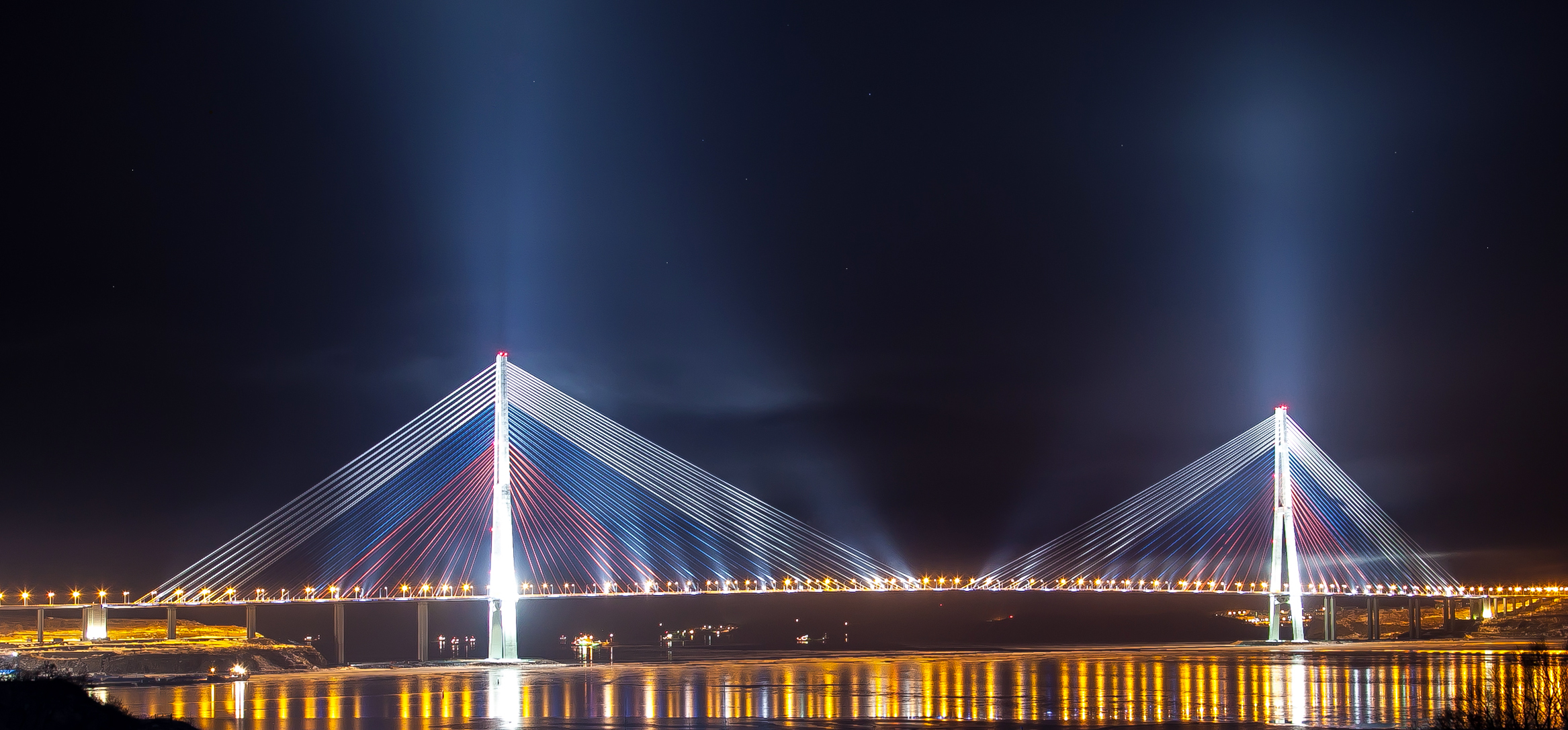
Most łączący Wyspę Rosyjską z kontynentem nazywany jest wizytówką miasta

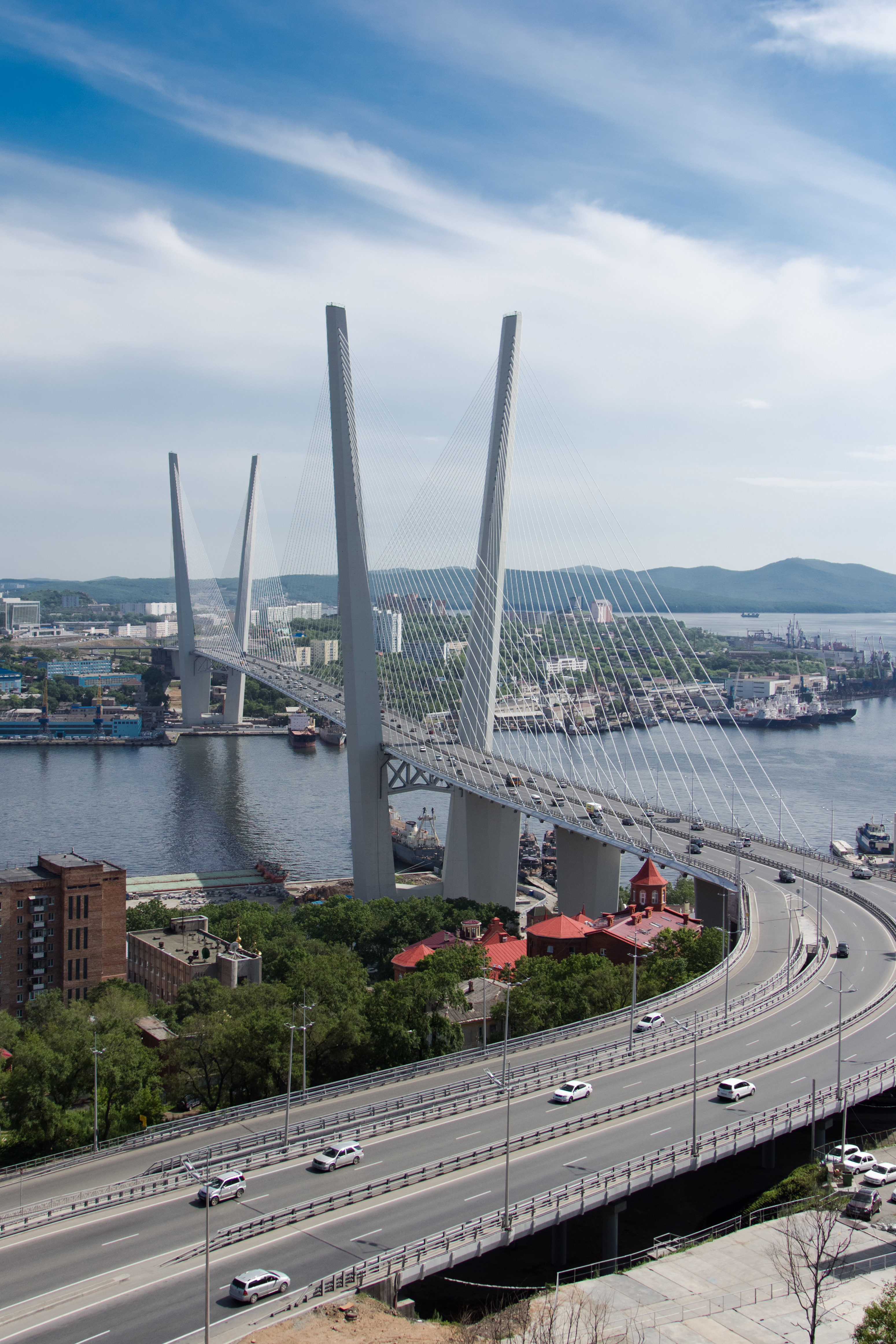
Most nad Złotym Rogiem

Władywostok (ros. Влaдивocтoк, chiń. 海參崴, Hǎishēnwǎi) – miasto w Rosji, stolica Kraju Nadmorskiego. Ważny port morski. Położony w południowej części półwyspu Murawiowa-Amurskiego, przy Zatoce Piotra Wielkiego, pośród wzgórz.

## Geografia
Władywostok leży na południowym skraju Kraju Nadmorskiego u wybrzeży Morza Japońskiego, części Oceanu Spokojnego w odległości ok. 50 km od granicy chińsko-rosyjskiej, a także ok. 120 km od granicy północnokoreańsko-rosyjskiej.
Władywostocki okręg miejski obejmuje obszar Półwyspu Murawiowa-Amurskiego do miejscowości Trudowoje włącznie, a także Półwysep Piesczanyj oraz około 50 wysp Zatoki Piotra Wielkiego (spośród których powierzchnia jedynie 6 przewyższa kilometr kwadratowy: Rosyjska, Popowa, Rejneke, Rikorda, Szkota i Jeleny). Rozciąga się na ok. 30 km wzdłuż osi północ-południe i ok. 10 km ze wschodu na zachód (bez Półwyspu Piesczanego) i jest oblewany przez wody zatok Amurskiej oraz Ussuryjskiej, oddzielone cieśniną Wschodni Bosfor, której odnogą jest wcinająca się w półwysep główna droga wodna miasta – wąska zatoka Złoty Róg. Łączna powierzchnia okręgu miejskiego wynosi 561,54 km². Władywostok charakteryzuje w wysokim stopniu pofałdowana rzeźba terenu ze wzgórzami osiągającymi wysokość do 199 m n.p.m. (według innych danych 214 m n.p.m.).
Sieć rzeczna miasta jest słabo rozwinięta i ogranicza się do niewielkich rzek oraz potoków. Do najważniejszych cieków zalicza się rzeki: Objasnienija, Pierwaja Rieczka, Wtoraja Rieczka, Siedanka oraz Bogataja – wszystkie poza rzeką Objasnienija przepływają ze wschodu na zachód i zasilają Zatokę Amurską. Na rzekach Siedance oraz Bogatej utworzono ponadto zbiorniki retencyjne.
Odległość między Władywostokiem a Moskwą w linii prostej wynosi 6340 km, koleją – 9288 km. Odległości do innych dużych miast: Pjongjang – 680 km, Seul – 750 km, Tokio – 1060 km, Tajpej – 2200 km, Bangkok – 4400 km, Singapur – 5400 km, Darwin – 6180 km.
Władywostok należy do władywostockiej strefy czasowej UTC +10.

### Klimat
We Władywostoku panuje klimat umiarkowany monsunowy. Najcieplejszym miesiącem jest sierpień - średnia temperatura wynosi wtedy +19,8° C, najzimniejszym miesiącem jest zaś styczeń, średnia temperatura wynosi wtedy -12,3° C. Średnia roczna temperatura powietrza to +4,9° C. Najwyższą temperaturę (+33,6 °C) zanotowano 16 lipca 1939 i 17 lipca 1958, najniższą zaś (-31,4 °C) zanotowano 10 stycznia 1931.

## Nazwa miasta
Nazwa Владивосток została utworzona od słów władać (ros. владеть) oraz wschód (ros. Восток), jako symbol dominacji rosyjskiej na Dalekim Wschodzie w analogii do nazwy Władykaukaz z 1784 roku.
W jęz. chińskim nieoficjalnie wciąż określa się Władywostok mianem zatoki Złoty Róg sprzed czasów kolonizacji rosyjskiej – 
Chajszenwaj (chiń. 海参崴; pinyin Hǎicānwǎi) oznaczającym zatokę trepanga, choć istnieje oficjalna transkrypcja chiń. upr. 符拉迪沃斯托克; pinyin Fúlādíwòsītuōkè.

## Historia
20 czerwca (2 lipca) 1860 r. założono przystań Władywostok; 2 lata później oficjalnie nazwany portem. Od 1880 miasto. Od 1888 r. stolica Obwodu Nadmorskiego. Założony w 1899 r. Uniwersytet Dalekowschodni stał się regionalną kuźnią wykształconej kadry przemysłowej i administracyjnej. W 1903 r. ustanowiono kolejowe połączenie z Moskwą. Wkrótce stał się najważniejszym rosyjskim portem na Oceanie Spokojnym.
Uczestniczył w Rewolucji 1905 r. Zdobyty przez bolszewików w grudniu 1917 r., a w kwietniu 1918 r. przez desant wojsk japońskich, angielskich i amerykańskich. Ostateczne zwycięstwo wojsk bolszewickich nastąpiło w 1922 r. po zajęciu przez armię Republiki Dalekiego Wschodu pod dowództwem I.P Uborewicza. W listopadzie tego samego roku włączony do Rosyjskiej Federacyjnej SRR. Obecnie Władywostok jest coraz częściej odwiedzany przez turystów, głównie z Japonii i Chin. W 2012 r. miasto gościło uczestników szczytu APEC.

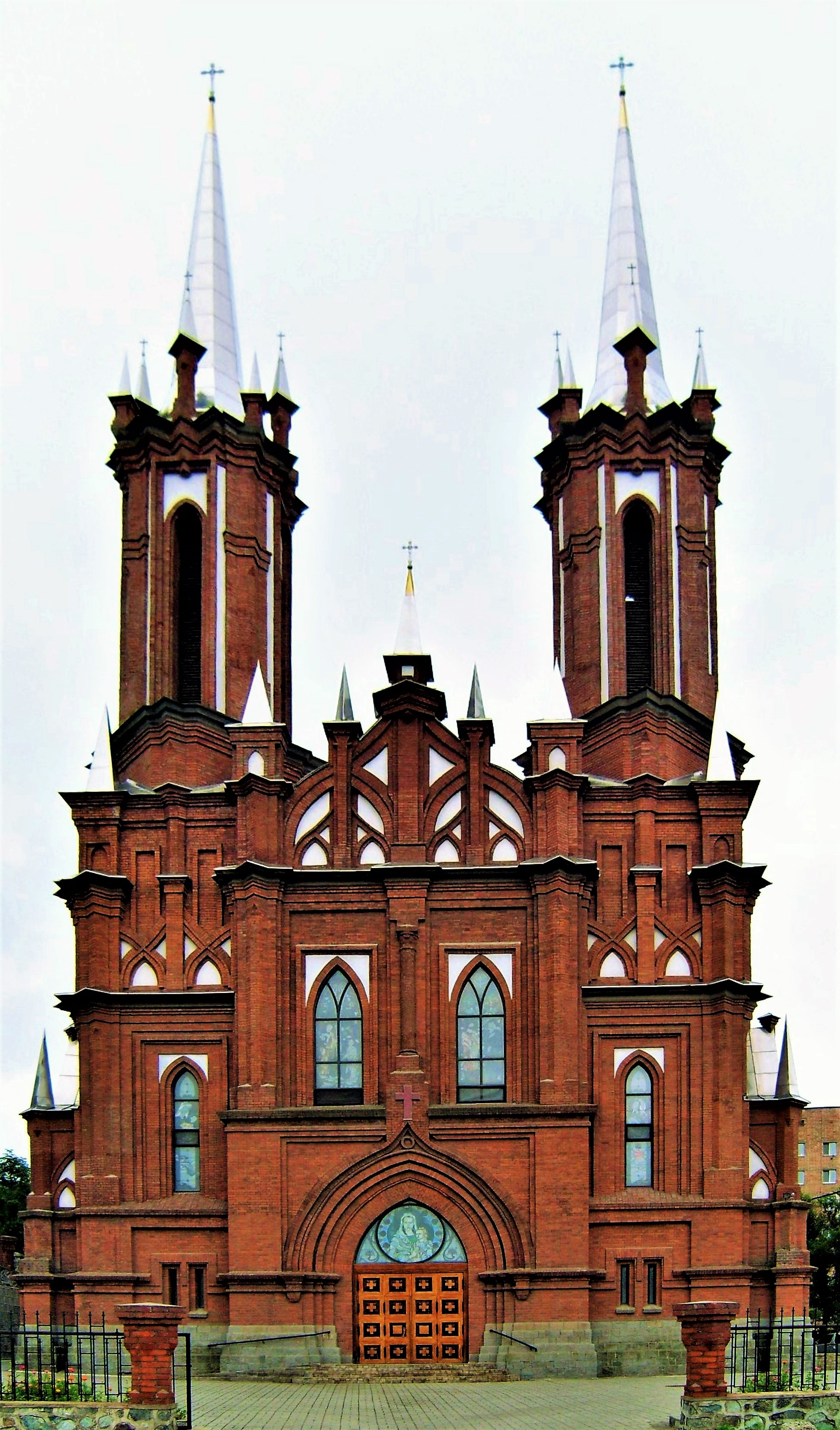
Kościół NMP (dawna katedra katolicka) we Władywostoku

We Władywostoku znajduje się zabytkowy neogotycki kościół pw. Najświętszej Maryi Panny, główna polska świątynia rosyjskiego Dalekiego Wschodu. W 1923 powstała diecezja władywostocka, a jej pierwszym i jedynym biskupem był polski duchowny Karol Śliwowski, zamieszkujący Władywostok od 1911 do 1930.

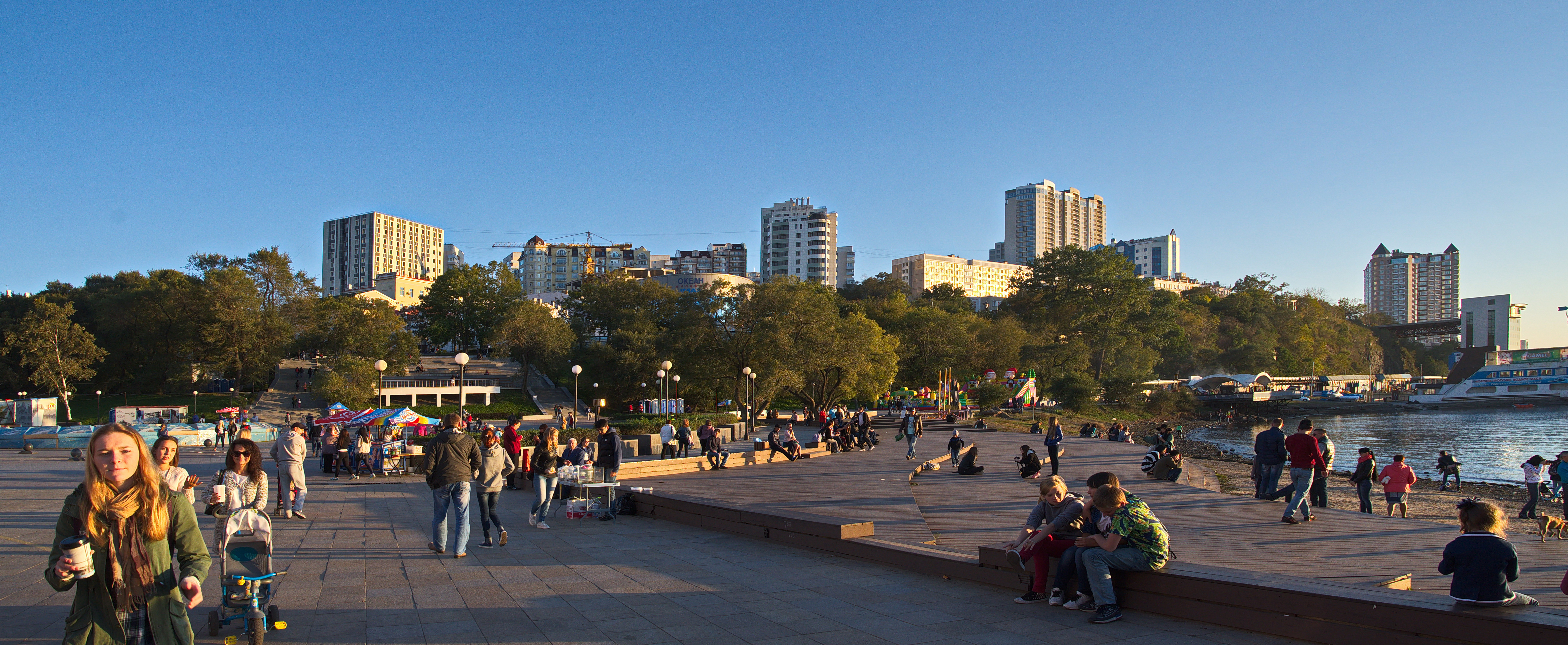
Władywostok w 2015 roku

Władywostok jest centrum przemysłowym rosyjskiego Dalekiego Wschodu. Przetwórstwo rybne, przemysł elektromaszynowy, stoczniowy, produkcja maszyn górniczych. Baza rosyjskiej Floty Oceanu Spokojnego. Znajdują się tu Federalny Uniwersytet Dalekowschodni, szkoła morska, Akademia Sztuk łącząca konserwatorium, szkołę aktorską i szkołę malarską; Opera, Filharmonia, trzy teatry oraz kilka muzeów, w tym krajoznawcze i muzeum floty.

## Sport
- Łucz-Eniergija Władywostok – klub piłkarski
- Wostok Władywostok – klub żużlowy

## Turystyka
- Dworzec kolejowy z 1912, końcowa stacja Kolei Transsyberyjskiej,
- Muzeum okręt podwodny S-56,
- Muzeum krajoznawcze im. Arsienjewa, przedstawiające przyrodę Kraju Nadmorskiego,
- Muzeum Fortecy Władywostockiej – liczne działa nabrzeżne,
- Muzeum Wojsk Ochrony Pogranicza,
- Kolejka linowo-terenowa wiodąca na wzgórza, gdzie można obejrzeć całą panoramę miasta.
- Oceanarium
- Pomnik admirała Stiepana Makarowa

## Ludzie urodzeni we Władywostoku
- Harry Igor Ansoff – ekonomista amerykański,
- Stanisław Daniel – polski dowódca wojskowy, kapitan obserwator Wojska Polskiego II RP i Polskich Sił Powietrznych na Zachodzie
- Stanisław Iwo Kiełbasiński (ur. 27 listopada 1900, zm. wiosną 1940 w Katyniu) – porucznik piechoty Wojska Polskiego w stanie spoczynku, pilot, rzeźbiarz, kawaler Krzyża Walecznych, ofiara zbrodni katyńskiej
- Yul Brynner (ur. 11 lipca 1920, zm. 10 października 1985) – amerykański aktor

## Miasta partnerskie
Miasta partnerskie Władywostoku:
| - Niigata, Japonia (28.02.1991) - San Diego, Stany Zjednoczone (10.09.1991) - Juneau, Stany Zjednoczone (21.02.1992) - Tacoma, Stany Zjednoczone (25.02.1992) - Akita, Japonia (29.06.1992) - Pusan, Korea Południowa (30.06.1992) - Hakodate, Japonia (28.07.1992) | - Dalian, Chiny (28.07.1992) - Wŏnsan, Korea Północna (19.10.2009) - Manta, Ekwador (29.10.2009) - Władykaukaz, Rosja (27.11.2009) - Kota Kinabalu, Malezja (15.03.2010) - Yanbian, Chiny (18.05.2011) - Inczon, Korea Południowa (30.06.2012) - Harbin, Chiny (15.06.2017) |